# Prymors'k
Primors'k (in ucraino Приморськ?; in russo Приморск?, Primorsk) . è una città ucraina (11 157 abitanti), nel distretto di Berdjans'k, nell'oblast' di Zaporižžja. Ospita l'amministrazione della comunità territoriale di Prymors'k, una delle comunità territoriali dell'Ucraina..
Fino al 18 luglio 2020 Prymors'k  era il centro amministrativo del distretto di Prymors'k. Come parte della riforma amministrativa dell'Ucraina, che ridusse a cinque il numero di distretti dell'oblast' di Zaporižžja, il distretto di Prymors'k venne fuso nel distretto di Berdjans'k.
Prymors'k è stata fondata nel 1800  ed è conosciuta anche come Obytične (in ucraino Обитічне?) e Nogajs'k (in ucraino Ногайськ?),